# Oscar Gué

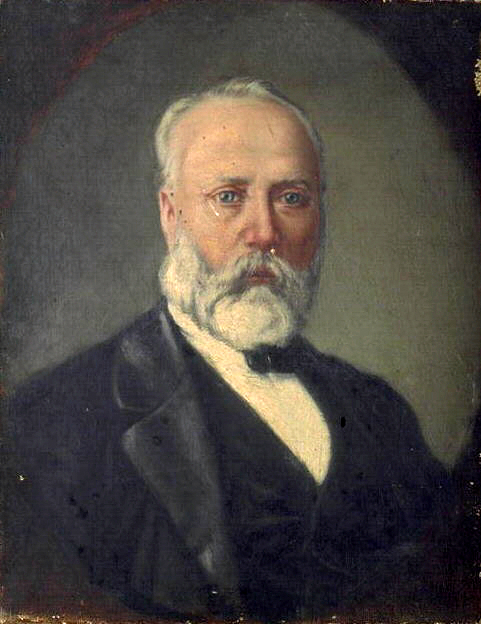
Selbstporträt

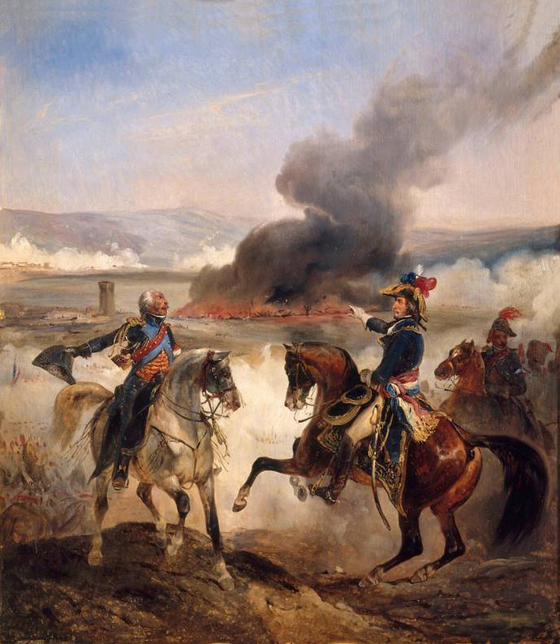
Schlacht von Anghiari

Jean-Marie Oscar Gué (*  28. September 1809 in Bordeaux; † 2. Oktober 1877 ebenda) war ein französischer Genre- und Historienmaler.

## Leben
Oscar Gué war Schüler von Jean Alaux und seinem Onkel Julien Michel Gué (1789–1843).
Zu Beginn seiner Karriere besuchte er oft Rom, wo er zahlreiche Veduten malte, und arbeitete gemeinsam mit Jean Alaux für das Schloss Versailles.
Er ließ sich 1848 in Bordeaux nieder, wurde Direktor der städtischen Kunstschule von Bordeaux und Kurator des Musée des Beaux-Arts in Bordeaux. Gué wurde Mitarbeiter der „Gazette des Beaux-Arts“. Er zeigte im Pariser Salon von 1833 bis 1837 römische Veduten, dann bis 1859 religiöse und historische Bilder sowie Genreszenen.
Zu seinen Schülern gehörten u. a. Edmond Louis Dupain und Louis Tauzin.